# Gosztonyi Lajos
Gosztonyi Lajos, 1919-ig Guttmann (Budapest, 1909. július 20. – Kópháza, 1945. február 21.) újságíró.

## Élete
Gosztonyi (Guttmann) Oszkár (1876–1944) magánhivatalnok, banküzlet tulajdonos és Bretschneider Paula (1885–1945) gyermekeként született zsidó családban. Szüleivel kikeresztelkedett az evangélikus hitre. Középiskolai tanulmányait a budapesti Berzsenyi Dániel Reálgimnáziumban végezte, ahol 1927-ben érettségi vizsgát tett. Ezt követően az újságírói pályára lépett, s a Magyar Hírlap szerkesztőségének tagja lett. Már ekkoriban bekapcsolódott a munkásmozgalomba. 1939-től a Népszavához került, a belpolitikai rovatban dolgozott és a lap állandó cikkírója volt. A második világháború alatt csatlakozott a Népszava szerkesztőségének kommunista csoportjához és tagja lett az illegális kommunista pártnak is. 1944-ben behívták munkaszolgálatra és kivitték a keleti frontra. A náci csapatok visszavonulása során egy munkaszolgálatos csoporttal Kópházáig jutott, ahol megölték.
Házastársa Kiss Melánia volt, akit 1933. július 24-én Budapesten vett nőül.
1948 júniusában a Kozma utcai izraelita temető kópházi mártírok parcellájában helyezték végső nyugalomra.

## Emlékezete
Nevét utca viseli Budapest XIX. kerületében.